# Comarca de Lugo
La Comarca de Lugo es una comarca central de la provincia de Lugo (Galicia, España). Pertenecen a la misma los siguientes municipios: Castroverde, Corgo, Friol, Guntín, Lugo, Otero de Rey, Puertomarín y Rábade.
Lugo es la capital de la comarca.